# Chris Trentelman
Chris Trentelman (Doesburg, 14 juli 1963) is een Nederlands voormalig profvoetballer. 
Hij maakte zijn debuut voor De Graafschap in het seizoen 1985-86 in de Eerste divisie. Hij wist echter niet door te breken en speelde de volgende drie seizoenen bij amateurclub VV Rheden, waar hij in 1987 de Zondag Hoofdklasse B en in 1988 de Districtsbeker Oost wist te winnen. In 1989 keerde Trentelman terug bij De Graafschap waarmee hij in 1991 kampioen in de Eerste divisie werd en naar de Eredivisie promoveerde. Het volgende seizoen wist De Graafschap zich niet te handhaven in de Eredivisie en degradeerde terug naar de Eerste Divisie. In 1994 sloot Trentelman zijn carrière af bij De Graafschap. Hierna speelde hij nog voor SV Babberich waarmee hij in 1997 de KNVB beker voor amateurs won. Ook zijn broer John was profvoetballer.

## Clubstatistieken
| seizoen | club          | competitie           | duels | goals |
| ------- | ------------- | -------------------- | ----- | ----- |
| 1985/86 | De Graafschap | Eerste divisie       | 4     | 0     |
| 1986/89 | VV Rheden     | Zondag Hoofdklasse B |       |       |
| 1989/90 | De Graafschap | Eerste divisie       | 29    | 3     |
| 1990/91 | De Graafschap | Eerste divisie       | 22    | 1     |
| 1991/92 | De Graafschap | Eredivisie           | 12    | 0     |
| 1992/93 | De Graafschap | Eerste divisie       | 26    | 4     |
| 1993/94 | De Graafschap | Eerste divisie       | 19    | 2     |